# Элвис (фильм, 1979)
«Элвис» (англ. Elvis) — телевизионный биографический фильм Джона Карпентера, повествующий о жизни известного певца Элвиса Пресли. Роль Элвиса исполнил Курт Рассел. Это первое совместное сотрудничество Рассела и Карпентера, впоследствии они сработаются ещё в четырех картинах («Побег из Нью-Йорка», «Нечто», «Большой переполох в маленьком Китае» и «Побег из Лос-Анжелеса»).
По сюжету фильм заканчивается в 1969 году и не показывает последние годы жизни Пресли.

## Сюжет
Фильм начинается с прибытия Элвиса Пресли и его свиты в Лас-Вегас на выступление в отеле Интернешенл. Несмотря на статус «Короля рок-н-ролла», Элвис за 1960-е годы потерял былую славу и популярность, и этим новым концертом он хочет попытаться снова заявить о себе. Однако перед выступлением Элвис сильно волнуется и переживает, а также ему поступают звонки, предупреждающие о грядущем покушении на жизнь «Короля».
Повествование переносится в детские годы Элвиса, когда он с родителями проживал в бедных кварталах. Элвис навещает могилу своего брата-близнеца Джесси Пресли, несмотря на то, что Джесси умер еще при родах, переживания о нём не покидают Элвиса всю его жизнь, и он испытывает тоску по нём даже в зрелом возрасте. В этот день Элвису на день рождения дарят гитару.
Спустя годы Элвис пробует себя на школьном конкурсе талантов, где приводит в восторг всех присутствующих. Элвис решает пойти в студию звукозаписи Sun Records, записать пластинку для матери в качестве подарка на её день рождения. Во время записи песни «That’s All Right, Mama», Элвис заинтересовывает директора студии Сэма Филлипса своим даром, необычным для тех времён — будучи белым парнем, он может петь как «настоящий чернокожий». Элвис со своими школьными друзьями начинает выступать на всех мероприятиях и праздниках в Мемфисе и становится там знаменитостью, его песни постоянно проигрывают по радио. После Элвис начинает турне по городам Америки, несмотря на любовь и восторги нарастающего количества фанатов, консервативно настроенные власти резко критикуют Элвиса за его танцы и образ. Тем временем Элвис знакомится со своим будущим импресарио «Полковником» Томом Паркером. «Heartbreak Hotel» и многие другие песни в исполнении Элвиса становятся хитами по всей стране.
Заработав огромные деньги, Элвис выполняет обещание, данное им своей матери ещё в детстве — он дарит ей розовый Cadillac и покупает роскошный дом (Грейсленд). Но здоровье матери Элвиса ухудшается и во время его службы в армии она умирает, что разрушает моральный дух певца, ведь Элвис всегда был привязан к ней.
На военной службе в ФРГ Элвис знакомится с Присциллой Болье, с которой у него завязываются романтические отношения, спустя годы они женятся. Но их личная жизнь не складывается из-за постоянных бытовых проблем и строгого графика Элвиса на съёмках фильмов. Певец начинает испытывать экзистенциальный кризис, причиной, помимо сильной тоски по матери и сложных отношений с женой, становится понимание, что его кинокарьера также не складывается. Элвис занят постоянными съёмками в глупых мюзиклах, он практически перестаёт давать концерты и выступать на публике, а связи с нарастающей «битломанией», о нём постепенно начинают забывать. Так как качество и кассовые сборы фильмов резко падают, Элвис понимает, что это завело его в творческий тупик, после он решает вернуться на живые выступления на сцене.
Повествование снова переносится в 1969 год. Окружение Элвиса пытается отговорить его от выступления, в связи с риском покушения, но Элвис всё же решает выступить. Поговорив по телефону со своей дочерью Лизой-Мари, и пообещав вернуться к ней как можно скорей, Элвис выходит на сцену и поёт «Blue Suede Shoes». Покушения не случается, а публика восторженно принимает его, что знаменует возвращение Элвиса к славе.

## В ролях
- Курт Расселл (Ронни Макдауэлл — вокал) — Элвис Пресли
- Шелли Уинтерс — Глэдис Пресли
- Сизон Хабли — Присцилла Пресли
- Бинг Расселл — Вернон Пресли
- Пэт Хингл — Полковник Том Паркер
- Чарльз Сайферс — Сэм Филлипс
- Роберт Грей — Рэд
- Мелоди Андерсон — Бонни
- Эллен Траволта — Мэрион Кейскер[англ.]
- Эд Бегли-младший — Доминик Фонтана
- Чарли Ходж — в роли самого себя
- Ларри Геллер — в роли самого себя

## Награды и номинации
Полный перечень наград и номинаций — на сайте IMDB.
| Премия         | Категория                           | Имя               | Результат |
| -------------- | ----------------------------------- | ----------------- | --------- |
| Эмми           | Лучший грим                         | Марвин Уэстмор    | Номинация |
| Эмми           | Лучшая работа оператора             | Дональд М. Морган | Номинация |
| Эмми           | Лучшая мужская роль в телефильме    | Курт Расселл      | Номинация |
| Золотой глобус | Лучший мини-сериал или фильм для TV |                   | Номинация |